# Erich Altenkopf
Erich Altenkopf (* 4. April 1969 in Wien) ist ein österreichischer Schauspieler und Musiker.

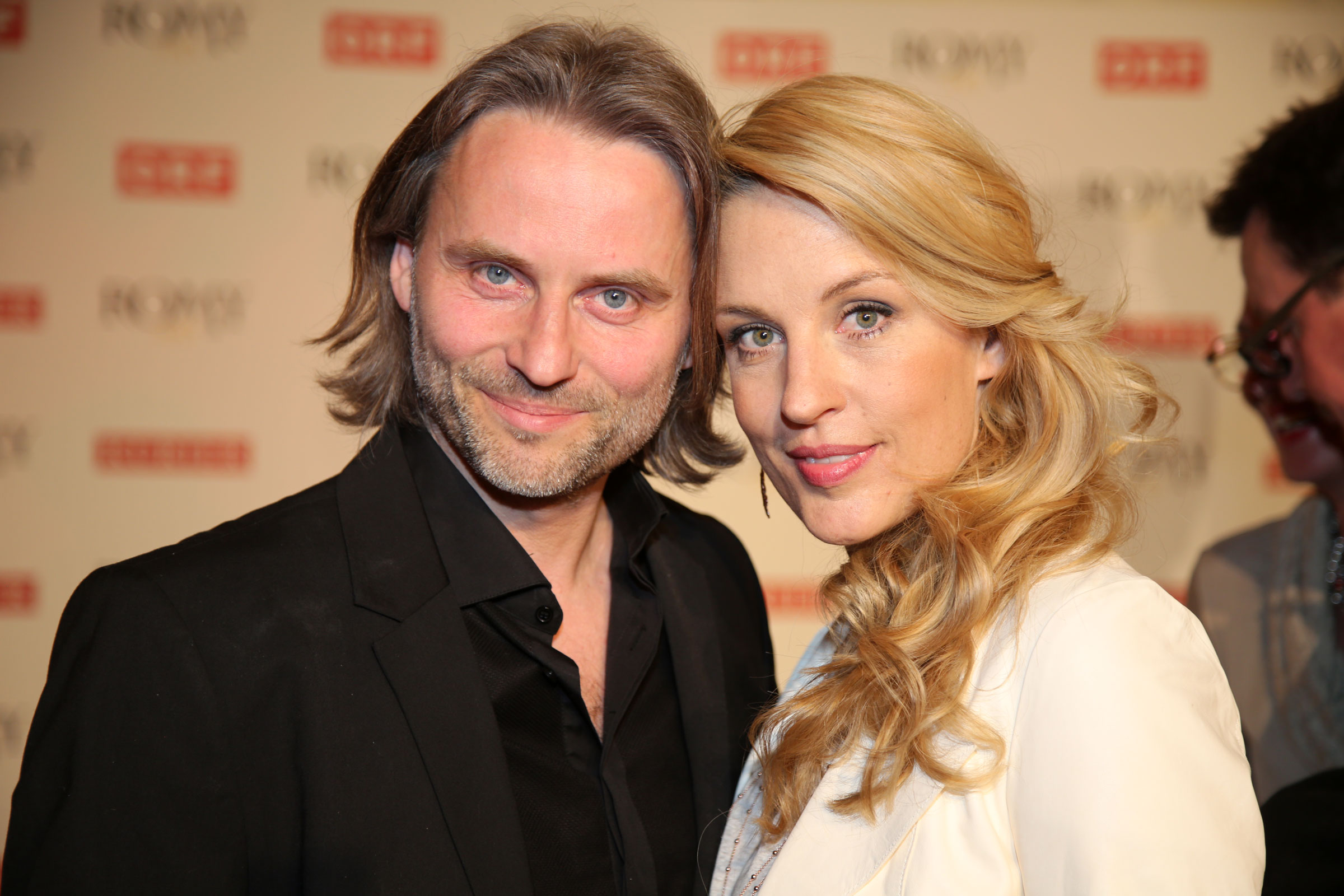
Erich Altenkopf mit seiner Frau Lilian Klebow bei der Romyverleihung 2015

## Leben und Karriere
Schon mit sechs Jahren begann Erich Altenkopf eine Klavierausbildung. Mit 14 Jahren belegte er die Jazzklasse am Konservatorium in Wien. Altenkopf absolvierte am Prayner Konservatorium in Wien eine Schauspielausbildung mit Auszeichnung. Ab 1992 spielte er auf zahlreichen Bühnen wie dem Theater an der Wien, dem Stadttheater Klagenfurt und dem Renaissance-Theater Berlin. Ab 1999 war Erich Altenkopf zehn Jahre lang Ensemblemitglied des Theaters in der Josefstadt und der Wiener Kammerspiele und spielte zusammen mit erfolgreichen Theaterschauspielern wie Otto Schenk, Fritz Muliar oder Elfriede Ott auf der Bühne.
Seine erste Rolle vor der Kamera hatte Altenkopf im Jahr 1998 in der Fernsehserie Die Neue – Eine Frau mit Kaliber. Altenkopf spielte bei Fernsehproduktionen wie Medicopter 117, Der Bestseller – Wiener Blut, Karl der Große oder Hubert und Staller mit. Bei Das Match mit Hans Krankl und Herbert Prohaska konnte er auch sportliches Talent unter Beweis stellen. Als Sänger, Keyboarder und Gitarrist mit seiner Rockband Altenkopf setzte er  seine musikalische Begabung um. Wegen seiner Ausbildung  wird er für Bühnentanz, als Sänger (Modern, Rock) und als Keyboard-/ Klavierspieler eingesetzt.
Seit Juli 2009 (Folge 884) spielt er mit teils längeren Unterbrechungen in der ARD-Telenovela Sturm der Liebe als Dr. Michael Niederbühl eine der Hauptrollen. Innerhalb der Serie war er in den verschiedenen Folgen schon als Klavierspieler, Sänger und Tänzer in seiner Rolle zu sehen.

### Privates
Seit 2008 ist Altenkopf mit der Schauspielerin Lilian Klebow liiert. Sie sind seit 2011 verheiratet und haben eine Tochter namens Charlie (* 2014) und einen Sohn namens Sonny Alessio (* 2017). Er lebt mit seiner Familie in Wien.
Altenkopf ist gesellschaftlich mit dem Verein TransFair für fairen Handel aktiv und sozial beim Projekt „Rote Nasen“ für Kinder im Krankenhaus tätig. Altenkopf spricht neben seiner Muttersprache Deutsch auch Englisch, Italienisch, Slowenisch und Wienerischen Dialekt. Seine betriebenen Sportarten sind Reiten, Judo, Tennis, Snowboard und Skifahren.

## Auszeichnungen (Auswahl)
- 2010: Deutscher Fernsehpreis mit dem Team von Sturm der Liebe
- 2011: German Soap Award nominiert als Sexiest Man
- 2012: German Soap Award nominiert als Bester Schauspieler

## Filmografie
- 1998: Die Neue – Eine Frau mit Kaliber (ORF-Fernsehserie)
- 1999: Medicopter 117 (Fernsehserie: ORF/RTL)
- 2000: R.I.S. –  Die Sprache der Toten (ORF-Fernsehserie)
- 2002: Othello darf nicht platzen (ORF-Fernsehfilm)
- 2004: Der Bestseller – Wiener Blut (ORF-/ARD-Fernsehfilm)
- 2004: Der Weihnachtshund (ORF-Fernsehfilm)
- 2005: Die Country Kids aus der Steiermark (ORF-Fernsehserie)
- 2008: SOKO Wien (ORF-Fernsehserie)
- seit 2009: Sturm der Liebe (ARD-Telenovela)
- 2010: Das Match: in dieser Promishow des ORF (Österreich gegen Deutschland, Krankl gegen Prohaska, Episode #2.1) trat er als er selbst auf
- 2013: Karl der Große: als Widukind in der dreiteiligen Dokumentation (WDR, ARTE, ServusTV, Regie Gabriele Wengler) über Karl den Großen (Kaiser Europas, Krieg gegen die Sachsen, Der Kampf um den Thron)
- 2016: Hubert und Staller (ARD-Fernsehserie)
- 2022: Love Machine 2

## Theaterrollen (Auswahl)
| Jahr | Theaterstück                                       | in der Rolle als              | Spielstätte                     | Regie                  |
| ---- | -------------------------------------------------- | ----------------------------- | ------------------------------- | ---------------------- |
| 1992 | Schmetterlinge                                     | Gefangener                    | Ateliertheater Wien             | Gerhard Eisnecker      |
| 1993 | Einen Jux will er sich machen                      | August Sonders                | Stadttheater Baden              | Fritz Stein            |
| 1993 | Der zerbrochene Krug                               | Ruprecht                      | Österreichische Länderbühne     | Karl Schuster          |
| 1994 | wirst du mich …                                    | Jeremy (Hauptrolle)           | Volkstheater Graz               | Edmund Töfferle        |
| 1996 | Anatevka                                           | Perchik                       | Theater an der Wien             | Dietmar Pflegerl       |
| 1997 | Cyrano                                             | Christian                     | Meggenhofen                     | Bruno Thost            |
| 1997 | La Cage aux Folles                                 | Jean-Michel                   | Stadttheater Klagenfurt         | Dietmar Pflegerl       |
| 1998 | Der Schwebebalken                                  | Tox Indigo (Hauptrolle)       | Theater im Landhauskeller       | Bernhard Semmelrogg    |
| 1999 | Gianni, Ginetta …                                  | Luca                          | Renaissance Theater Berlin      | Dietmar Pflegerl       |
| 1999 | Frühlings Erwachen                                 | Ernst Robel                   | Stadttheater Klagenfurt         | Alexander Kubelka      |
| 2000 | Zeitvertreib                                       | Felder (Hauptrolle)           | Kammerspiele Wien               | Elfriede Ott           |
| 2001 | Ein Sommernachtstraum                              | Demetrius                     | Theater in der Josefstadt       | Janusz Kica            |
| 2002 | Die Heiratsvermittlerin                            | Cornelius Hackl (Hauptrolle)  | Kammerspiele Wien               | Attila Lang            |
| 2003 | Fink und Fliederbusch                              | Egon                          | Theater in der Josefstadt       | Jürgen Kaizik          |
| 2004 | Mann Frau Kind                                     | Carl                          | Theater in der Josefstadt       | Hans Gratzer           |
| 2004 | Der grüne Kakadu                                   | Maurice                       | Theater in der Josefstadt       | David Mouchtar-Samorai |
| 2005 | Die Dreigroschenoper                               | Münz-Matthias                 | Theater in der Josefstadt       | Hanspeter Horner       |
| 2005 | Kampl                                              | Ludwig                        | Theater in der Josefstadt       | Herbert Föttinger      |
| 2006 | Andorra                                            | Geselle                       | Theater in der Josefstadt       | Peter Lotschak         |
| 2006 | Eisenbahnheirathen                                 | Edmund                        | Kammerspiele Wien               | Christina Wipplinger   |
| 2006 | Elling                                             | Frank Asli                    | Filmhof Aspern                  | Harald Posch           |
| 2006 | Nibelungen                                         | Siegfried (Hauptrolle)        | Donau Arena Melk                | Alexander Hauer        |
| 2007 | Der Theatermacher                                  | Ferruccio                     | Theater in der Josefstadt       | Harald Clemen          |
| 2007 | Othello darf nicht platzen                         | Page                          | Theater in der Josefstadt       | Gernot Friedel         |
| 2007 | Der Diener zweier Herren                           | Brighella                     | Theater in der Josefstadt       | Herbert Föttinger      |
| 2007 | Das 4. Gebot                                       | Johann Dunker                 | Theater in der Josefstadt       | Herbert Föttinger      |
| 2007 | Gefährliche Liebschaften                           | Azolan                        | Festspiele Bregenz (Josefstadt) | Janusz Kica            |
| 2008 | Die Judith von Shimoda (Bert Brecht, Uraufführung) | Tsurumatsu (Hauptrolle)       | Theater in der Josefstadt       | Heribert Sasse         |
| 2008 | Jüngster Tag                                       | Vertreter                     | Theater in der Josefstadt       | Phillip Tiedemann      |
| 2009 | Eine etwas sonderbare Dame                         | Jeffrey                       | Wiener Kammerspiele             | Wolf-Dietrich Sprenger |
| 2009 | Floh im Ohr                                        | Carlos Homenidos de Histangua | Theater in der Josefstadt       | Hans-Ulrich Becker     |